# Aaron Eckhart
Aaron Edward Eckhart (n. 12 martie 1968, Cupertino, California, SUA) este un actor american de film și teatru. 
Născut în California, s-a mutat în Marea Britanie la vârsta de 13 ani. Eckhart a devenit cunoscut după apariția din filmul Erin Brockovich (2000), iar în 2006 a primit o nominalizare la Globul de Aur pentru cel mai bun actor pentru interpretarea lui Nick Naylor în Thank You for Smoking. A jucat în blockbusterul The Dark Knight ca procurorul Harvey Dent. 

## Viața timpurie
Eckhart s-a născut pe 12 martie 1968 în Cupertino, California, ca fiu al lui Maria Marta Eckhart (născută Lawrence), scriitoare, și James Conrad Eckhart. El este cel mai tânăr dintre cei trei frați. El este membru al Bisericii lui Isus Hristos a Sfinților din zilele din Urmă, și a servit doi ani ca misionar în Franța și Elveția.

## Filmografie

### Film
| An   | Titlu                          | Rol                                | Note |
| ---- | ------------------------------ | ---------------------------------- | --- |
| 1993 | Slaughter of the Innocents     | Ken Reynolds                       | |
| 1997 | In the Company of Men          | Chad                               | Independent Spirit Award for Best Debut Performance Satellite Award for Outstanding New Talent |
| 1998 | Your Friends & Neighbors       | Barry                              | |
| 1998 | Thursday                       | Nick                               | |
| 1999 | Molly                          | Buck McKay                         | |
| 1999 | Any Given Sunday               | Nick Crozier                       | |
| 2000 | Erin Brockovich                | George                             | |
| 2000 | Nurse Betty                    | Del Sizemore                       | |
| 2000 | Tumble                         | "Man"                              | |
| 2001 | The Pledge                     | Stan Krolak                        | |
| 2002 | Possession                     | Roland Michell                     | |
| 2003 | The Core                       | Dr. Josh Keyes                     | |
| 2003 | The Missing                    | Brake Baldwin                      | |
| 2003 | Paycheck                       | James Rethrick                     | |
| 2004 | Suspect Zero                   | Thomas Mackelway                   | |
| 2005 | Neverwas                       | Zach Riley                         | Și co-producător |
| 2005 | Thank You for Smoking          | Nick Naylor                        | Nominalizare – Golden Globe Award for Best Actor – Motion Picture Musical or Comedy Nominalizare – Independent Spirit Award for Best Male Lead Nominalizare – St. Louis Gateway Film Critics Association Award for Best Actor                                                         |
| 2005 | Conversations with Other Women | Man                                | |
| 2006 | The Wicker Man                 | Truck Stop Patron                  | |
| 2006 | The Black Dahlia               | Sgt. Lee Blanchard                 | |
| 2007 | No Reservations                | Nick Palmer                        | |
| 2007 | Towelhead                      | Mr. Vuoso                          | |
| 2007 | Meet Bill                      | Bill Anderson                      | Și producător executiv |
| 2008 | The Dark Knight                | Harvey Dent / Two-Face             | Central Ohio Film Critics Association Award for Best Acting Ensemble People's Choice Award for Favorite Cast Nominalizare – Broadcast Film Critics Association Award for Best Cast Nominalizare – Saturn Award for Best Supporting Actor Nominalizare – Scream Award for Best Villain |
| 2009 | Love Happens                   | Dr. Burke Ryan                     | |
| 2010 | Rabbit Hole                    | Howie Corbett                      | Nominalizare – Independent Spirit Award for Best Male Lead Nominalizare – San Diego Film Critics Society Award for Best Actor |
| 2010 | To Be Friends                  | N/A                                | Producător |
| 2011 | Battle: Los Angeles            | SSGT Michael Nantz                 | |
| 2011 | The Rum Diary                  | Hal Sanderson                      | |
| 2012 | Erased                         | Ben Logan                          | Alt titlu - The Expatriate |
| 2013 | Olympus Has Fallen             | President Benjamin Asher           | |
| 2014 | I, Frankenstein                | The Monster / Adam Frankenstein    | |
| 2015 | My All American                | Darrell Royal                      | |
| 2016 | London Has Fallen              | President Benjamin Asher           | |
| 2016 | Sully                          | First Officer Jeff Skiles          | |
| 2016 | Bleed for This                 | Kevin Rooney                       | |
| 2016 | Incarnate                      | Dr. Seth Ember                     | [ 11 ] |
| 2019 | Midway                         | Lieutenant Colonel Jimmy Doolittle | |
| 2019 | Line of Duty                   | Frank Penny                        | [ 12 ] [ 13 ] |
| 2020 | Wander                         | Arthur Bretnik                     | Post-production |

### Televiziune
| An   | Titlu                       | Rol    | Note                        |
| ---- | --------------------------- | ------ | --------------------------- |
| 1992 | Double Jeopardy             | Dwayne | Film TV                     |
| 1993 | History's Greatest Miracles | Samson | Special TV                  |
| 1996 | Aliens in the Family        |        | Episodul: "Meet the Brodys" |
| 2004 | Frasier                     | Frank  | 2 episoade                  |
| 2018 | The Romanoffs               | Greg   | Episodul: "The Violet Hour" |

## Legături externe
- Aaron Eckhart la Internet Movie Database